# Orchowo (gmina)
Orchowo – gmina wiejska w województwie wielkopolskim, w powiecie słupeckim. 
1973–75 w powiecie mogileńskim w woj. bydgoskim. W latach 1975–1998 gmina położona była w województwie konińskim.
Siedziba gminy to Orchowo.
Według danych z 31 grudnia 2012 gminę zamieszkiwało 3943 osób.

## Struktura powierzchni
Według danych z roku 2002 gmina Orchowo ma obszar 98,12 km², w tym:
- użytki rolne: 72%
- użytki leśne: 18%

Gmina stanowi 11,71% powierzchni powiatu.

## Demografia

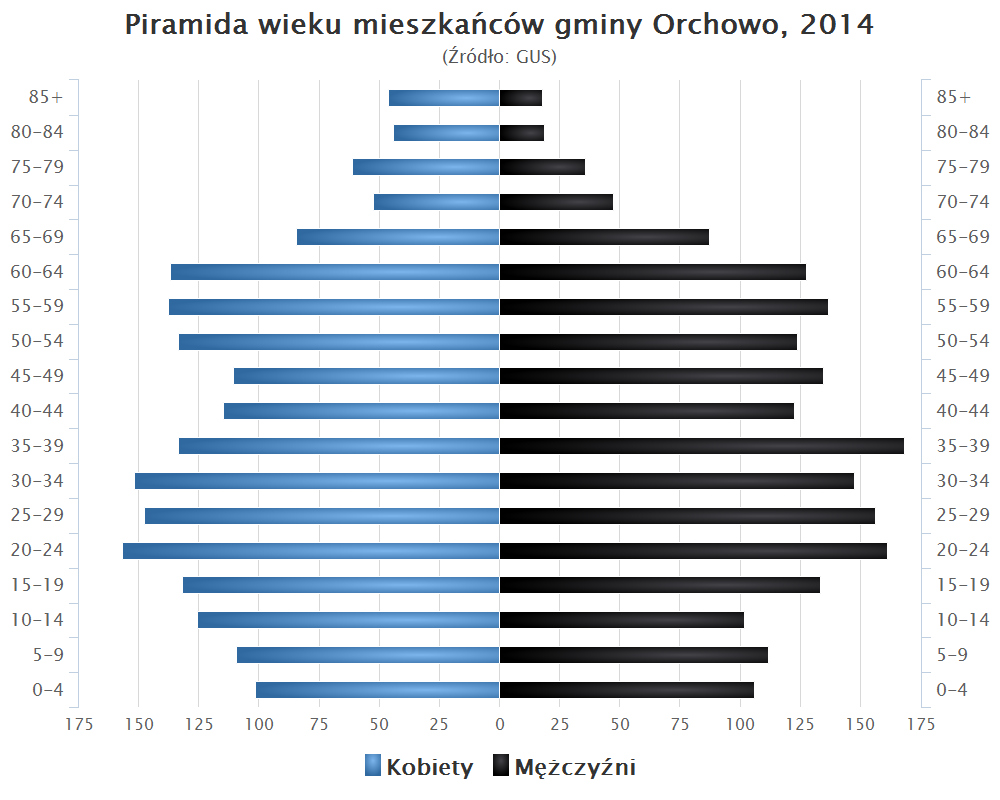
Piramida wieku mieszkańców gminy Orchowo w 2014 roku

Dane z 31 grudnia 2017 roku:
| Opis                              | Ogółem | Ogółem | Kobiety | Kobiety | Mężczyźni | Mężczyźni |
| --------------------------------- | ------ | ------ | ------- | ------- | --------- | --------- |
| jednostka                         | osób   | %      | osób    | %       | osób      | %         |
| populacja                         | 3 840  | 100    | 1 935   | 50,4    | 1 905     | 49,6      |
| gęstość zaludnienia (mieszk./km²) | 39     | 39     | 20      | 20      | 19        | 19        |

## Władze
Przewodniczący Gromadzkiej Rady Narodowej w Orchowie:
1954-1964 Stefan Jercha,
1964-1971 Czesław Górski,
1972 Andrzej Przybylski,
1972 Seweryn Kolberg.
Przewodniczący Gminnej Rady Narodowej w Orchowie:
1973-1977 Kazimierz Wylegała,
1978-1984 Czesław Górski,
1984-1990 Kazimierz Wylegała.
Przewodniczący Rady Gminy w Orchowie:
1990-1994 Jan Meller,
1994-1998 Krzysztof Wróblewski,
1998-2002 Andrzej Szczepaniak,
2002-2003 Jacek Misztal,
2003-2006 Krzysztof Wróblewski,
2006-2010 Hieronim Adamczyk,
2010-2014 Janina Nowak, 
2014-2018 Władysław Jakubowski, 
2018-2024 Anna Kosiak,
od 2024 Janina Nowak.
Naczelnik Gminy Orchowo:
1973-1990 Walenty Waleriańczyk.
Wójt Gminy Orchowo:
1990-1994 Teodor Pryka,
1994-2002 Marian Brzewiński,
2002-2014 Teodor Pryka,
2014-2024 Jacek Misztal, 
od 2024 Grzegorz Matkowski.

## Edukacja
- Zespół Szkolno-Przedszkolny w Orchowie
- Szkoła Podstawowa im. Władysława Lorkiewicza w Orchowie
- Przedszkole Gminne w Orchowie

## Koło Gospodyń Wiejskich
- Stowarzyszenie Koło Gospodyń Wiejskich w Bielsku
- Stowarzyszenie Koło Gospodyń Wiejskich "KANWA" w Orchowie
- Koło Gospodyń Wiejskich w Myślątkowie
- Koło Gospodyń Wiejskich w Słowikowie "SŁOWIK"[5]
- Koło Gospodyń Wiejskich "AZYL" w Szydłówcu[6]

## Sołectwa
Bielsko, Linówiec, Myślątkowo, Orchowo, Orchówek, Osówiec, Różanna, Skubarczewo, Słowikowo, Szydłówiec, Wólka Orchowska.
Miejscowości bez statusu sołectwa: Gałczynek, Głucha Puszcza, Kinno, Kosakowo, Mlecze, Ostrówek, Podbielsko, Podlesie, Rękawczyn, Rękawczynek, Siedluchno, Suszewo.

## Sąsiednie gminy
Jeziora Wielkie, Kleczew, Mogilno, Powidz, Strzelno, Trzemeszno, Wilczyn, Witkowo